# Albertina Berkenbrock
Albertina Berkenbrock (* 11. April 1919 in Imaruí, Brasilien; † 15. Juni 1931 ebenda) war eine deutschbrasilianische Reinheitsmärtyrerin. Sie wurde von der katholischen Kirche seliggesprochen.

## Leben
Albertina Berkenbrock wuchs in einer Familie katholischer Landwirte deutscher Abstammung auf und war ein Beispiel für Frömmigkeit und Nächstenliebe. Am 15. Juni 1931 versuchte ein Angestellter ihres Vaters, sie zu vergewaltigen. Sie wehrte sich, weswegen ihr Angreifer sie schließlich ermordete, indem er die Kehle mit einem Messer aufschlitzte. Aufgrund der Bekanntheit ihrer Tugend wurde sie schnell im Volk verehrt. Im Jahr 1952 begann der diözesane Seligsprechungsprozess. Sie wird als die Maria Goretti Brasiliens bezeichnet. Ihr Mörder, der zu einer lebenslangen Haftstrafe verurteilt wurde, bekannte gegenüber anderen Häftlingen, dass er sie wegen ihres Widerstandes tötete – diese Tatsache war entscheidend für die Feststellung ihres Martyriums.
Albertina Berkenbrock wurde am 20. Oktober 2007 auf dem Domplatz von Tubarão, Brasilien, seliggesprochen. Ihr Gedenktag in der Liturgie ist der 15. Juni.